# Mark Ashley
Pour les articles homonymes, voir Ashley.
Mark Ashley, né le 16 février 1969, est un acteur et réalisateur de films pornographiques canadien.

## Biographie
Mark Ashley a commencé sa carrière d'acteur en 2001, à l'âge de 32 ans. En 10 ans, il est apparu dans plus de 1 000 titres.
Il a également réalisé, à partir de 2003, une vingtaine de films pornographiques. Sur ce plan, il a créé les séries Anal Authority et Double Play. Son travail se rattache au genre gonzo.

## Récompenses
- 2004 : XRCO Award – Best Threeway – Flesh Hunter 7[3]
- 2010 : AVN Award Meilleure scène de sexe à trois (Best Threeway Sex Scene) pour Tori Black Is Pretty Filthy
- 2011 : XRCO Award Acteur sous estimé (Unsung Swordsman)[4]
- 2011 : AVN Award Acteur sous-estimé de l'année (Unsung Male Performer of the year)
- 2013 : AVN Award Acteur sous-estimé de l'année (Unsung Male Performer of the year)[5]
- 2013 : XRCO Award Acteur sous estimé (Unsung Swordsman)[6]

## Filmographie sélective

### Acteur
- Buttwoman vs. Slutwoman (2010)
- Tori Black Is Pretty Filthy (2009)
- Performers of the Year 2010 (2009)
- Jada Fire Is SquirtWoman 4 (2008)
- Jada Fire Is SquirtWoman 2 (2007)
- Jada Fire Is SquirtWoman 1 (2006)
- Katsumi Exposed (2005)
- Buttman's Bend Over Babes 6 (2003)
- The Fashionistas (2002)
- Throat Gaggers (2002)
- Cum Swapping Sluts (2002)

### Réalisateur
- Double Play 7 (2008)
- Double Play 6 (2007)
- Double Play 5 (2007)
- Anal Authority 3 (2005)
- Anal Authority 2 (2005)
- Anal Authority (2005)
- Double Play 4 (2005)
- Double Play 3 (2005)
- Double Play 2 (2004)
- Double Play 1 (2003)